# موتور محمد نعیمی چاه حسن
موتور محمد نعیمی چاه حسن یک منطقهٔ مسکونی در ایران است که در دهستان جازموریان واقع شده‌است. موتور محمد نعیمی چاه حسن ۵۶ نفر جمعیت دارد.